# Eupogonius brevifascia
Eupogonius brevifascia es una especie de escarabajo longicornio del género Eupogonius, tribu Desmiphorini, subfamilia Lamiinae. Fue descrita científicamente por Galileo & Martins en 2009.

## Descripción
Mide 4,3-7 milímetros de longitud.

## Distribución
Se distribuye por Costa Rica y Nicaragua.